# ドラゴンボールの技一覧
ドラゴンボールの技一覧（ドラゴンボールのわざいちらん）では、漫画『ドラゴンボール』・アニメ『ドラゴンボール』『ドラゴンボールZ』『ドラゴンボールGT』『ドラゴンボール改』『ドラゴンボール超』に登場した技について列挙して詳細に解説する。
「闘いの際に一々技名を叫ぶのはおかしい」と原作者の鳥山明は考えていたため、名前がついている技は原作でわずかしかない。それ以外の技はバンダイ発売のゲームにより命名されている。また、ゲーム毎に名称が違うことが多く、一つの技でも複数の名前がある。よって、「原作技」と「ゲーム技」が存在する。また、技自体は原作にも出てくるが名前が付いていないものは、ゲーム側が名称している。
『ドラゴンボール3 悟空伝』（1989年）から『ドラゴンボールZ 超サイヤ伝説』（1992年）までを手がけたドラゴンボール カードRPGシリーズプロデューサーの田中庸介によると、当時原作で名前がなかった技については鳥山明に決めてもらったり、開発側から提案したものに鳥山が返答したものなどがあったという。『ドラゴンボールZ外伝 サイヤ人絶滅計画』（1993年）のチーフプロデューサーの大久保悌伸によれば、技の名前はネーミングの才能がある者に考えさせていたとも語る。鳥山は『ドラゴンボール』の連載の合間にこれらを考え、週刊少年ジャンプ編集部に原稿と共に技の絵と名前を描いたFAXを送り、それを受け取った開発陣がさらに東映アニメーションに送り色指定をしてもらっていた。

## 体術系
ジャン拳（ジャンけん）
「ジャン拳…」のかけ声で始まり、グーでパンチ、チョキで目潰し、パーで張り手を浴びさせる連続攻撃。孫悟空が少年期によく使用していた技で、育ての親である孫悟飯に教わっている。パーと叫びながらグーを出すといったフェイント攻撃も可能。単発で「グー」を放ち、フィニッシュ技としてよく使われていた。拳遊びのじゃんけんが元になっている。ゲームではこの技をパワーアップさせた「メテオスマッシュ」や「メテオクラッシュ」などの必殺技も登場する。ゲーム『ドラゴンボールZ カカロット』では、「ジャン拳・極」が登場している。
酔拳（すいけん）
突然酔っ払い始め千鳥足で巧みに攻撃してくる。亀仙人ことジャッキー・チュンが天下一武道会の決勝で悟空に対し使用。悟空によれば、孫悟飯（祖父）も得意としていた技。
狂拳（きょうけん）
ジャッキー・チュン戦で悟空が使用した技。狂犬のような勢いで襲い掛かり、怯んだ相手の後ろに回りこんで攻撃する技のようである。
猿拳（さるけん）
狂拳同様ジャッキー・チュン戦で悟空が使用した技。猿のような身軽な動きで相手を翻弄して攻撃する技。
狼牙風風拳（ろうがふうふうけん）
ヤムチャが盗賊時代から編み出し使用している技。繰り出した時と同じ速さで拳を戻すスピード重視の手刀や拳で相手のガードを崩し、とどめに狼の牙の如く重い一撃を浴びせる連続技。野生の狼のような目にも止まらぬ速技から、この名が付けられている。ジャンプスーパーアニメツアー08『オッス!帰ってきた孫悟空と仲間たち!!』でゴテンクスも使用している。
新狼牙風風拳（しんろうがふうふうけん）
狼牙風風拳を進化させたもので、拳以外にも蹴りなどが織り交ぜられていて、スピードも格段に上がっている。天津飯に対して使用したが、競り負けた。
残像拳（ざんぞうけん）
高速で移動することにより、相手に残像を認識させ、攻撃をかわす技。達人の域になれば何十個もの残像を作りだすことができる。その時の名称は「多重残像拳」とも呼ぶ。多くの戦士が使うことができる。
気を探れる者に対しては効果は薄いがそうでない者には有効であり、フリーザのような強敵相手でも残像拳で回避している場面がある。
忍法や忍術でいうところの分身の術と同様のもので、悟空と対戦した忍者ムラサキをして「ホントの分身の術」と言わしめた。
排球拳（はいきゅうけん）
天津飯が使用。相手をバレーボールに見立てて、レシーブ・トス・アタックの3連続攻撃をしかける。この技を繰り出している間は言葉遣いが女言葉になる。後にゴテンクスがこれによく似た技「激突ブウブウバレーボール」を魔人ブウに対して使用した（ピッコロも無理矢理協力させられたが、「オレは必要だったのか?」と言っている）。ジャンプスーパーアニメツアー08『オッス!帰ってきた孫悟空と仲間たち!!』でゴテンクスも使用している。
天空×字拳（てんくうぺけじけん）
ナムの奥義。上空へ舞い上がり腕を×字に交差させて、倒れている相手の喉元に向け落下する。ナムいわく、技を受けると10日間は目が覚めないらしい（常人の場合）。
超天空×字拳（ちょうてんくうぺけじけん）
天空×字拳よりも、さらに高く飛んで繰り出す技。
八手拳（はっしゅけん）
チャパ王の技。チャパ王が本気になると繰り出し、あまりにも速い動きで8本もの腕があるように見える。悟空に対して使用したが完全に防がれ、お留守になった足元を払われて破られた。
龍撃拳（りゅうげきけん）
ゲームでの悟空の技。相手に突っ込み、拳の連打を繰り出す。最後に片手で衝撃波を放ち、相手を吹き飛ばす。パワーアップした技として「超龍撃拳」がある。
龍翔拳（りゅうしょうけん）
ゲームでの孫悟飯の技。「龍撃拳」と似ているが、こちらは相手を空中に追いやるような攻撃になっている。
龍拳（りゅうけん）
悟空の技。相手に超高速で突っ込み、相手を貫く。その際、気が黄金龍と化し、それにより相手を消滅させる。悟空はこの技を4回使用している。初披露は劇場版『ドラゴンボールZ 龍拳爆発!!悟空がやらねば誰がやる』で超サイヤ人3の状態で使用しヒルデガーンを倒した。『ドラゴンボールGT』では通常状態で使い超17号の腹部を貫く。同じく『GT』では三星龍にとどめを刺し、超一星龍の体を粉砕した（どちらも超サイヤ人4の状態）。ゲーム『ドラゴンボールZ バトル体感かめはめ波〜おめぇとフュージョン〜』ではパワーアップした「10倍龍拳」もある。
後のゲームでは悟空がピッコロ大魔王との戦いで最後に放った「片手（この時の悟空は片手しか自由に使えなかったため）で放ったかめはめ波の推力で突っ込み、そのまま全ての力を込めた拳で相手を貫く攻撃」が龍拳とされている。なお、この時は大猿のイメージが背景に登場する。
リクームキック
リクームの技。ポーズを決めた後に相手にひざ蹴りを喰らわせる。
リクームエルボー
リクームの技。ポーズを決めた後に相手にひじ打ちを喰らわせる。
リクームマッハアタック
リクームの技。ポーズを決めた後に相手に向かって突進し、パンチをお見舞いする。アニメでの名前はリクームマッハパンチ。
リクームボディーアタック
リクームの技。ポーズを決めた後に相手に体当たりを喰らわせる。
ハイパートルネード
パイクーハンの技。高速回転し自らの周りに巨大な竜巻を発生させて敵に突進。敵をその竜巻の中に閉じ込めることで体を切り刻むダメージを与える。悟空に使用。
豹牙旋風脚（ひょうがせんぷうきゃく）
アニメ『ドラゴンボール』第80話に登場する豹牙流拳法の師範の天龍が使う技。片足を軸にして大回転し、その回転力を活かした様々な攻撃を仕掛ける技。悟空の多重残像拳を打ち破った技でもある。「脚」とあるが蹴り技ではない。
ビューティフル・ローズ・ライン・アタック
アニメオリジナルキャラクターのカロニーの技。ピーザいわく彼の最大奥義。セルゲームにて、セルに対して使用する。大ジャンプして攻撃を仕掛ける技だが、攻撃に入る前に気で吹き飛ばされる。
鶴仙流暗殺拳（つるせんりゅうあんさつけん）
桃白白の技（名称はゲームから）。

## 気功波、光線系
体内エネルギーである気を光線やエネルギー弾として放つ技である。
かめはめ波
全身の気を両掌に増凝縮し、一気に放出する大技。亀仙人が開発し、悟空をはじめクリリン、ヤムチャといった亀仙流の使い手やセル、魔人ブウ、悟飯、悟天、パンといった多くの戦士が使用する。パワーアップした「太陽系破壊かめはめ波」「瞬間移動かめはめ波」「○○倍界王拳かめはめ波」「かめかめ波」などがある。悟空はかめはめ波を足の裏から放つことで舞空術の代用に使っている。
超かめはめ波
かめはめ波の強化版。対マジュニア戦とOVA『ドラゴンボールZ外伝 サイヤ人絶滅計画』でのハッチヒャック戦で使用。他の場面でも使用しているが、この技の名前を言ったのは上の2つのみ。また、ゲームでは超サイヤ人・超サイヤ人2・超サイヤ人3の悟空・悟飯・悟天や合体戦士のベジット・ゴジータ・ゴテンクスがこの技を使用できる。
親子かめはめ波
かめはめ波を悟空と悟飯で放つ技。太陽系破壊かめはめ波よりも威力が高い。このとき悟空は死んでいたため亡霊という形で放っており、悟飯はセルとの戦いで左手を負傷していたために右手だけで放っていた。
親子三大かめはめ波
技名はゲームより。劇場版『ドラゴンボールZ 危険なふたり!超戦士はねむれない』で、かめはめ波を悟空・悟飯・悟天で放つ技。
兄弟かめはめ波
技名はゲームより。上記の親子三大かめはめ波と同じく劇場版『危険なふたり!超戦士はねむれない』で使用した、かめはめ波を悟飯と悟天で放つ技。
ダブルかめはめ波
技名はゲームより。劇場版『ドラゴンボールZ 超戦士撃破!!勝つのはオレだ』で、かめはめ波を悟天とトランクスで放つ技。
トリプルかめはめ波
技名はゲームより。悟天・トランクス・クリリンで放つ技。上記のダブルかめはめ波と同様劇場版『超戦士撃破!!勝つのはオレだ』で使用した技。
10倍かめはめ波
「かめはめ波」の威力を文字通り10倍にした悟空の技。『GT』で超サイヤ人4で使用している。
どどん波
気を指先に集中し放つ技。天津飯や餃子、桃白白など鶴仙流の使い手が使用する。亀仙人曰くにわか仕込みのかめはめ波では敵わないほどの威力を持つ。人差し指を前に出し、ビーム状の気功波で攻撃する。初登場は聖地カリンでの孫悟空と桃白白の戦いで、桃白白が悟空に対して放った。この時の掛け声は「どどん」（「ドラゴンボールZ Sparking!」シリーズでは「元祖どどん波」と呼ばれる）。餃子は連射して使用している。かめはめ波より登場頻度が少なく、原作では第22回天下一武道会で使用されたのが最後。『ドラゴンボールZ バーストリミット』では、新どどん波というどどん波を上回る天津飯の究極技がある。
スーパーどどん波
どどん波の強化版。通常より気功波が太く、発射されれば誘導ミサイルのように敵を追跡する。サイボーグ桃白白が自分の実力を遥かに上回る天津飯に対し最後に繰り出した技だったが、気合だけでかき消され全く通用しなかった。
萬國驚天掌（ばんこくびっくりしょう）
相手を宙に浮かせて動きを封じ、感電させる亀仙流最強の光線技。亀仙人が弟子である孫悟飯（孫悟空の育ての親）と孫悟空に使用した。孫悟飯は降参をしたが、技の途中で大猿化した孫悟空には効果がなかった。
気功砲（きこうほう）
天津飯が使用。絶大な破壊力を誇るが、代償として使用者の生命を削る鶴仙流禁断の技。気弾というよりも衝撃波に近く、威力はどどん波やかめはめ波の比ではない。さらに攻撃範囲を任意に設定でき、天下一武道会の武舞台のみを消し飛ばしたことがある。応用で避難用の縦穴を掘るという使われ方もされている。ナッパに対しては最大威力で放ったことから、天津飯はこのときに力尽きて一度死んでいる。また新気功砲も存在し、見た目の変化がないが連発できる利点がある。第二形態のセルを一時的ではあるが押さえ込む威力を持つ。しかしその分生命への危険も増大しており、天津飯は過度の連射で死にかけている。
繰気弾（そうきだん）
球状の気を手に集中させ繰り出す、ヤムチャ独自のエネルギー弾。ヤムチャの意思で自由に操作ができる。また他のエネルギー弾と異なりぶつけても爆発せず、敵に何度もぶつけたり物陰に隠してやりすごしたと思わせぶつけることも可能。原作ではシェン（神様）に使用しただけだったが、劇場版『ドラゴンボールZ 地球まるごと超決戦』ではターレスの部下であるカカオにも使用している。
操気弾は誤記。一部のゲームでは必ず敵に命中したり、派生技として「特大繰気弾」も存在する。アニメでも過去のサイヤ人に特大の繰気弾を放っている。
追跡エネルギー弾（ついせき - だん）
第23回天下一武道会にて、クリリンがマジュニアに対して使用した技。手動で操作する繰気弾とは異なり、一度発射すればその後は自動で敵を追跡する。
拡散エネルギー弾（かくさん - だん）
クリリンが栽培マンたちに対して使った技。最初は一筋のエネルギー波で威力はあるがスピードがない。しかし、避ける敵の直中で気のコントロールによって急に上に方向を変え、エネルギー弾を分裂させて降らせることにより複数の敵を一度に攻撃することができる。ゲームによっては拡散かめはめ波、拡散気功波、拡散エネルギー波とも表記される。
気円斬（きえんざん）
クリリンの編み出した技。気を円盤状に練り上げ高速回転させることにより、円鋸のように対象を切断できる。複数出した場合はゲームでは気円裂斬、気円連斬と表記される。切断力に優れ、圧倒的な力量差があるナッパの頬やフリーザの尻尾も切断しており、その実用性からベジータ、悟空、人造人間18号などが同様の技を使用した。フリーザも似た技を使うが、フリーザの場合は使い手が自在に操作可能であり、ゲーム版ではフリーザカッター、デススライサー、操気円斬などの名称が付けられている。アニメではセルとセルジュニアも気円斬を使用し、セルはクリリンの気円斬とフリーザの技を両方使い、それを見たクリリンとヤムチャは自分たちの技に似ていると驚いた。またアニメではクリリンが完全体となったセルに向かって放ったが、当たった瞬間に切断することなく消滅している。アニメオリジナルキャラクターのアモンドには体を高速回転されて弾き飛ばされ、ビネガーには片手で受け止められて投げ返されているほか、『超』では悟空の気弾やジレンのパンチで破壊されるなど必ずしもなんでも切断できるわけではない。ゲームではガード不能の技として登場することも多いほか、相手を自動的に追跡するものもある。
元気玉（げんきだま）
草、木、人間、動物など周囲のあらゆる生物、物や大気、太陽などがもつ、あらゆるエネルギーを集め攻撃エネルギーに変えて放つエネルギー弾。威力は絶大だが元気を集めるのに時間がかかり、その間は全くの無防備になるのが欠点。分けてもらうエネルギーの量が増えるに従い、大きさと威力も上昇する。非常に広域からのエネルギー集約が可能で、地球上にいながら太陽のエネルギーを利用できるほか、ナメック星では周囲の惑星からもエネルギーを集めていた他、界王神界での使用時には提供者の協力もあったが別世界であるこの世とあの世からもエネルギーを集めていた。大きさは前者で直径30cmほど、後者は50mほど。威力が大きすぎて星そのものを破壊しかねないため、当初は悟空も使うのをためらっていた。
北の界王が孫悟空に究極の奥義として授けた技。界王拳同様、体得者が現れるとは思っておらず、また界王本人も極めてはいなかったため、実際に作ることができたのは原作中では悟空のみだった。気のコントロールに長けている者なら元気玉を受け取り、放つこともでき、作中ではクリリンが行っている。悪の気を持たない者なら元気玉を跳ね返すこともできる。また、セルも「その気になれば元気玉さえたぶんできるだろう」と発言しており、一部のゲームにおいて使用している。
原作では界王星での練習、ベジータ戦、フリーザ戦、魔人ブウ戦の4回使用。『ドラゴンボールGT』では一星龍に対して使用。劇場版ではDr.ウィロー、ターレス、スラッグに対して使用。『ドラゴンボール超』宇宙サバイバル編では、ベジータを除く第7宇宙選抜チームから元気を分けてもらいジレンに放ったが跳ね返され、元気玉が悟空に命中したことがきっかけで、悟空は身勝手の極意“兆”（きざし）に覚醒した。『トリコ』と『ONE PIECE』とのコラボスペシャル『トリコ×ONE PIECE×ドラゴンボールZ 超コラボスペシャル!!』ではアカミィに対して使用。悟空の仲間以外に、トリコと仲間たち、麦わらの一味からも元気を貰い作られた元気玉でアカミィを撃退した。合体13号戦では元気玉を作り、超サイヤ人になって消えていく元気玉のエネルギーを無意識のうちに吸収してパワーアップしている。劇場版などでは、「正しい心の持ち主しか使えない元気玉は、超サイヤ人となりサイヤ人の悪の心が少しだけ入った悟空には扱えない」と設定されていた。『ドラゴンボールZ3』ではその設定が使用され、もう一つの究極技「龍拳」へと変化する。ゲーム『ドラゴンボールZ外伝 サイヤ人絶滅計画』のプレイディア版においては悟空が、（自然体での修行により落ち着かない気分を消し）心までは悪に染まっていない超サイヤ人を超えた超サイヤ人（超サイヤ人フルパワー）なら元気玉を作れると語り、元気玉を成功させた。その後、一部のゲームのオープニングやバトルでも超サイヤ人の状態で使用可能になった。『ドラゴンボールZ』オープニング曲『CHA-LA HEAD-CHA-LA』の歌詞にも名前が登場している。
超元気玉
魔人ブウ（純粋）を消滅させるために使用。北の界王の力を借り、地球人全員に呼びかけを行い、手を挙げてもらうことで、地球人や新ナメック星のナメック星人、あの世に住む閻魔たちから、できるだけ元気を集め作られた元気玉。悟空は、集まった元気が誰のものかを、気の雰囲気から感じ取っていた。手を挙げて協力したものは元気をかなり奪われ、疲れ果てていた。アニメでは北の界王がこの技は、エネルギーを収集相手から集め過ぎると収集相手の生命に危険が及んでしまうと発言している。
超ウルトラ元気玉
『GT』で超一星龍を倒すため使用。孫悟空が界王たちの協力で宇宙中・あの世中に呼びかけを行い、地球人たちだけでなく今まで出会った宇宙の人々・あの世の人々から可能な限り元気を貰うことで作った強力な元気玉。その威力の大きさから地表をかすめるような軌道で放っている。
爆力魔波（ばくりきまは）
初代ピッコロ大魔王の技。マジュニア（ピッコロ）も使用する。フルパワーでの使用時には大都市を一つ根こそぎ消し飛ばしている。反面、エネルギー充填の隙が大きく、また消耗が激しすぎて二発目以降は威力が期待できない。
爆烈魔光砲（ばくれつまこうほう）
初代ピッコロ大魔王がピッコロ記念日に世界の地区を1つずつ消し去るときに使うつもりだった技。一つの街を破壊する威力を誇り、巨大な爆発を巻き起こす。原作では溜めている時と放った時の腕が逆だったが、アニメでは溜めたエネルギーを移動させて放つ演出になっている。マジュニア（ピッコロ）もアニメやゲームで使用している。
超爆裂魔波（ちょうばくれつまは）
マジュニア（ピッコロ）が使用した技。全身の気を最大まで高め、自身を中心とする大爆発を放つ。天下一武道会において、会場や周辺の街を完全に吹き飛ばした。
目から怪光線（めからかいこうせん）
目から光線状の気を放つピッコロの技。天下一武道会において使用。名称はゲームで付けられており、その説明によると｢威力は低いが目から発射するため命中率が高い｣とのこと。ピッコロ大魔王も同じ技を使い、『ドラゴンボールZ Sparking! METEOR』では「双魔閃」と呼ばれていた。
口から怪光線（くちからかいこうせん）
口からエネルギー波を放つピッコロの技。天下一武道会において使用。名称はゲームで付けられており、その説明によると｢気を溜めていることを相手に悟られないのが利点｣とのこと。ナメック星人アバターも使っており、この時は「魔口砲」と呼ばれていた。
魔貫光殺砲（まかんこうさっぽう）
ピッコロが対悟空用に開発した技。気を指先に集中して、螺旋状の気をまとった光線状の気を指先から放つ。貫通力は非常に高いが、気を溜めるのに相当時間がかかるのが欠点。この技でラディッツを（自らの犠牲を省みずラディッツを羽交い締めにした悟空もろとも）貫いて倒している。原作では2回しか使っていないが、アニメではセル、セルジュニア、ピッコロを吸収した魔人ブウも使用している。ゲームでは孫悟飯（未来）も使用可能。また、劇場版『スーパーヒーロー』では孫悟飯ビーストに覚醒した悟飯がセルマックスに使用している。
アニメや映画ではその後もこの技を使用しており、気を溜めずに速射している場面もある。
魔空包囲弾（まくうほういだん）
無数のエネルギー弾で敵を取り囲んで退路を断ち、それらを一斉に敵へ当てるピッコロの技。作中では人造人間17号に対して使用したが、バリヤーで防がれた。アニメではこれと同じ技をベジータも使用。悟飯吸収後のブウに放っているが、こちらもバリヤーで跳ね返された。
魔閃光（ませんこう）
数少ない孫悟飯固有の技。体の気を重ねた両手に集め放出する気功波。また、劇場版ではトランクスも使用している。ゲーム版ではこの技の強化版で「激烈魔閃光」や「超魔閃光」も存在する。
ダブル魔閃光（ダブルませんこう）
魔閃光を孫悟飯とトランクスが打つ技。劇場版『ドラゴンボールZ 燃えつきろ!!熱戦・烈戦・超激戦』で使用した。
超魔口砲（ちょうまこうほう）
ピッコロ、大猿、ジャネンバが使う技。口からエネルギー波を瞬時に放出する技で、ジャネンバが使った際、超サイヤ人3悟空は防御するも後ろへ大きく引きずらされた。ファミコンゲームでは「口から怪光線」「口からエネルギー波」とも呼ばれる。ゲームにてジャネンバが使うものは「地獄門」とも呼称される。他にもナッパやドドリアも似た技を使用する。
ギャリック砲
ベジータの技。気力をため、敵に向けて高出力のエネルギー波を放つ。惑星を破壊するほどの威力を持つ。構え方は違うが、性質がかめはめ波に似ており、『ドラゴンボール大全集』7巻には「ベジータ版かめはめ波」と紹介されている。
『ドラゴンボール超』では、未来トランクスも使用した。合体ザマスを倒すため、ベジータと共に親子ギャリック砲を放ったが失敗している。『ドラゴンボールGT』では「超ギャリック砲」も登場し、『ドラゴンボールZ Sparking! METEOR』以降では大猿ベジータも使用している。また、『GT』ではベジータに寄生し、トランクス、悟飯、悟天、ブラからサイヤパワーを得たベビーが使用した。ゲームでは合体戦士のベジットやゴジータの他に大猿ベジータ王も使用できる。ベジータ王は片手で放っており構えが違う。
ギャリックファイヤー
ゲームでのみ使用した技で、ラッシュ→連続エネルギー弾→ギャリック砲と続けざまに決める大技。その威力はビッグ・バン・アタックを凌ぐ。
ビッグ・バン・アタック
人造人間19号との戦闘時にベジータが使った技。片手で放つ球体の気功波。ギャリック砲以上の威力を持つが、爆発力を標的一点に絞っているため、周囲への被害が少ない。映画版ではメタルクウラに対して放ったが、瞬間移動でかわされる。パワーアップした「スーパービッグ・バン・アタック」もある。アニメではベジットも使用している。また、ゲームでも使用できる。
バーニングアタック
未来から来たトランクスの技。複雑な手の操作をした後、指の囲いを照準器のように見立てて狙いを定め強烈なエネルギーの弾を撃ち出す（ゲーム版の超武伝シリーズでは波動状）。この際、両手親指同士と人差し指同士をつなげ両手とも指を開いている。剣で攻撃する繋ぎとしてフリーザおよびコルド大王に放っている。『ドラゴンボールZ 絶望への反抗!!残された超戦士・悟飯とトランクス』では人造人間17号、18号にも放っている。ゲームによっては「バスターキャノン」という名称もあるが、ほとんどが「バーニングアタック」である。原作に登場し、名前のみゲーム版で命名される技の中では珍しく名称が一定している。
フィニッシュバスター
未来から来たトランクスの技。頭上でためたありったけのエネルギーを相手に向けて投げつける大技。『ドラゴンボールZ Sparking!』などのゲーム作品ではバーニングアタックかフィニッシュバスターが未来から来たトランクスの最強技として位置づけられることが多い。
ビッグ・バン・バースト
ビッグ・バン・アタックの応用技ともいえる技。手元で気弾を生成するところまでは同じだが放たず、手元で限界まで肥大化させる範囲攻撃。飛距離こそ皆無だが、その破壊力はファイナルフラッシュさえも凌ぐほどであり、発生も早いことから非常に避けられづらい。ゲームのみの技。
マキシマムフラッシャー
ベジータの技。片手に黄色いエネルギーを溜め、それを相手に向かって放つ。ギャリック砲と同様に波動状である。
ファイナルフラッシュ
ベジータの技。両手に気を集中し、一直線に放出する。ビッグ・バン・アタック同様、一定の範囲を攻撃する。地球程度の惑星であれば消滅するほどの威力があり、角度を調整して放った場合でも大気圏外にエネルギー波が突き抜けるほど。ゲームではゴジータも使用できる。
アトミックブラスト
ベジータの技。魔人ブウ戦で使用。気を一瞬溜め、片手指先から放つ貫通力の高いエネルギー波。魔人ブウの腹に大穴を空けた。
ファイナルエクスプロージョン
持てる全ての気を爆発させる自爆技。ベジータが魔人ブウを倒そうとして使用したが、ブウに難なく再生された。ゲームによっては「ベジータファイナルブラストボム」という名前も存在する。『ドラゴンボール大全集』では「最終最後の技」という名前だった。
ファイナルシャインアタック
ベジータの技。片手または両手に青緑色の気を集め、一直線に放つ技。威力は「ファイナルフラッシュ」を上回る。
アイビーム
体に蓄えられているエネルギーを眼球の部分に集積し、瞳から発射する技。天津飯、ピッコロ親子、フリーザ、人造人間19号、人造人間20号などが使用している。クウラが使用した際には破壊光線と呼ばれていた。ファミコンゲームでは「目から怪光線」、『Sparking!』シリーズでは「ダークネスアイビーム」や「双魔閃」と名付けられている。
サンダーフラッシュ
不思議な舞いの後、両手を構え（握りこぶしを水平にあわせる）雷の閃光の後で炎を相手に向かって撃ち出すパイクーハンの最強技。悟空に3回使用したが、3回目で炎を出す一瞬に隙があることを見抜かれる。
変化光線
魔人ブウの技。対象を別の物質に変化させる。劇中では主にお菓子に変えていた。またブウと合体したウーブも、指先から放っている。
ゲームによってはお菓子にした相手を口に入れて吐き出したり、直接攻撃したりしている（攻撃が終わると相手は元に戻る）。
スーパーゴーストカミカゼアタック
ゴテンクスが開発した技。口からオバケのような気の塊を生成し、そのオバケに触れると大爆発を起こす。また、オバケは意思を持っており、会話することができる。
技名が長いため、一部ゲームでは「S.G.K.A」と略される。また、「S.G.K.B（スーパーゴーストカミカゼボンバー）」という応用技もある。
アニメオリジナルでは「スーパーバルーンボンバー」という派生技も披露。口から相手の頭上に黄金色のエネルギーの膜を作り爆発と同時に無数のオバケが敵を取り囲む。超サイヤ人3の状態で使ったが、オバケの髪型は超サイヤ人1（もしくは2）のものであった。
ギャラクティカドーナツ
ゴテンクスが開発した技。リング状の気を放出し、相手を締め付ける。これを応用した「連続スーパードーナツ」という技もある。
さらに「連続スーパードーナツ」で閉じこめたブウを排球拳のように攻撃する「激突ウルトラブウブウバレーボール」というピッコロとの協力攻撃もある。
ビクトリーキャノン
ゴテンクスの技。ベジータの「ファイナルフラッシュ」に似ているが、こちらは両指がピストル状になっている。また、一部のゲームでは幼年期のトランクスも使用できる。
連続死ね死ねミサイル（れんぞくしねしねミサイル）
ゴテンクスの技。名はミサイルと付くが、実質には連続エネルギー波。
ブレーンクラッシュハンマー
ゴテンクスの技。アニメオリジナルの技で自らの頭上にエネルギーを放ち、そのエネルギーが上空で相手の頭上にUターンして敵を真っ二つにする。この技で魔人ブウを一刀両断にした。
フィニッシュフラッシュ
ゴテンクスの技。アニメオリジナルの技で手から気攻波を放ちその気を受けた相手を焼き尽くす。上記の「ブレーンクラッシュハンマー」で真っ二つになったブウに二つ同時に放った。
ダブルサンデー
ラディッツが使用する技。技名はゲーム『ドラゴンボールZ』より。上空から悟空とピッコロを迎撃するために使用。それぞれ両手からエネルギー波を放ち、ピッコロの片腕を切り落とし、山々を破壊した。
デスビーム
指先から強力なエネルギー波を放つフリーザやセルの技。ゲームなどの一部媒介では「エネルギーショット」という名称であることもある。相手の体を貫通するが、当たると爆発する場合もある。この技でフリーザはデンデとベジータを、セルはトランクスを殺害している。悟飯も使用されたがベジータに救われている。その際に悟飯が微動だにできていないこと、またデンデが殺害された際のピッコロの「何かが光っただけとしかみえなかった」などの台詞から相当に速い技のようである。後に登場した悟空はこの技の連射を片手で弾いた。超サイヤ人化した際はこの技の連射を全て回避し、わざと攻撃を受けても耐え、フリーザに動揺を与えた。セルと悟飯の戦いの際、悟飯はセルのこの技の連射を全て見切り、ギリギリで避けている。『ドラゴンボールZ 超武闘伝2』ではボージャックも使用しており、こちらは本当に視認することすらできない（見えない攻撃判定が素早く駆け抜ける技になっているため）。
デスボール
指先にスパークを纏った黒い小さな玉を作り投げつけるフリーザの技。フリーザが悟空たち諸共ナメック星を破壊しようとした時に用いた技。作中では放つ前に悟空に元気玉を放たれたため、実際に放たれることはなかった。ゲームなどでは「エビルエナジー」と称されることもある。『ドラゴンボールZ 舞空烈戦』など一部の作品では同名ながら「この星を消す!」や「スーパーノヴァ」のように明るめの巨大な光弾を放つ技になっている。
100%デスボール
名称はゲームより。巨大な気弾を放つ。悟空に対して使ったが、跳ね返された。
この星を消す!
名称はゲームより。作中でフリーザがナメック星を破壊した（実際は、自分も惑星の爆発に巻き込まれるのを恐れて、パワーを抑えていたので、すぐには爆発しなかったが、それでも惑星の中枢に当たっていたので、その5分後にナメック星は消滅した）時に使用した技を指す。上記の技、デスボールの強化版としてつけられた名称だが、作中における描写がデスボールとは異なる（デスボールがスパークを纏った黒い玉として描かれているのに対し、こちらは元気玉や繰気弾のような単なる光の塊として描かれている。アニメ版では赤かった）。ゲーム『ドラゴンボールZ Ultimate Battle 22』では「メガバスター」という名称で、デスボールとは別の技とされている。力の大会では破壊神に変貌したトッポに使用したが、破壊で無効化された。
スーパーノヴァ
人差し指の先に小さな光の玉を宿し、それを直径数10〜数100メートルにまで巨大化させて対象に投げつける。この技で惑星ベジータを破壊した。フリーザと、その兄クウラの両者とも使用可能。
リベンジ・デスボール
ベビーの技。威力や形が元気玉に似ていることから悪の元気玉とも呼ばれ、恨み・憎しみなどの邪悪な気で作られた球状の気を相手に放つ。パワーアップした技で「リベンジ・デスボール・ファイナル」がある。
サウザーブレード
クウラとサウザーが使用する技。どんな物をも切り裂くエネルギーを腕に創り、手刀で攻撃する。
リクームイレイザーガン
リクームが使用する技。口から強力な怪光線を発射する。その威力は絶大で、地面が消し飛び、惑星の形が変わるほど。発射中に口を閉じた場合は鼻からも出る。
リクームボンバー
リクームが使用する技。エネルギー弾を次々と大量に投げつける技。悟飯を痛めつけている時に使用。名前はアニメから。ゲームでの名前はリクームグレネードボンバー。
リクームウルトラファイティングミラクルボンバー
リクームが使用する技。孫悟空との戦闘で使用されかけた技。使用した地域を広範囲にわたって破壊できる技だが、技を出す際の前置きとポージングがあまりに長く隙があり、悟空に実行する前に自分がやられた。原作では「リクームウルトラファイティング…」までしか技名がわからなかったが、ゲームでは「ウルトラ・ファイティングアタック」や「リクームウルトラファイティングミラクルボンバー」（「リクームボンバー」と称されることもある）と名付けられ、早口で技を発動した。
パープルコメットクラッシュ
ジースとバータがアニメの中で使用した技。二人のエネルギーを合体させて、無数のエネルギー弾を放つ技。ジースが赤い気を、バータが青い気を使うため、混ざると紫（パープル）になる。悟空に対して使用するが気合でかき消される。ゲームでは、ジースとバータが二人で相手を肉弾戦で滅多打ちにする技となっていることがある。
クラッシャーボール
ジースの技。気功弾をバレーボールのスパイクのように打ち出す技。ゲームではジース型フリーザ軍兵士が同様のアクションの技を使える（「強力エネルギー弾」と表記される）。
ヘルズフラッシュ
人造人間16号の技。両上腕部を取り外すことにより砲口が現れ、両腕から発射するエネルギー砲。人造人間が使用するため気の力ではなく、機械的に発生させた爆発エネルギーによる技。
S・Sデッドリィボンバー
人造人間13号が使用する技。全体的に赤色で丸い形状をしている。13号本人が映画で「地球半分を吹き飛ばすほどの威力がある」と発言している。相手をトリッキーな動きで追跡する機能がある。
プラネットバースト
魔人ブウ（純粋）が地球を破壊するために使用した技。片手で気を溜めて、巨大な球体を作り投げつける。
キルドライバー
ターレスが使用する技。両手の間に生み出した気の輪を相手に飛ばして攻撃する技。劇場版『地球まるごと超決戦』で大猿に変身した悟飯を殺そうと放った一撃。
トラップシューター
ブロリーやボージャック、一星龍の技。片手にエネルギーを集め、放つと同時にエネルギーが複数に分裂し、広がる。ブロリーは超サイヤ人のときだけ使用した。
ブラスターシェル
ブロリーの技。右手にエネルギーを溜め（この際に辺りが緑のエフェクトに包まれる）、大きく振りかぶって放つ。悟空に対して放った「とっておき」。次に述べる「イレイザーキャノン」より威力は低い。
イレイザーキャノン
同名の技をトランクスとブロリーが使用するが、それぞれ別物になっている。ブロリーのものは左手にエネルギーを溜めてそのまま相手に放つ技で、かめはめ波と互角かそれ以上の威力を持っている。両手で交互に放つ「ダブルイレイザーキャノン」もある。
ギガンティックミーティア
劇場版『危険なふたり!超戦士はねむれない』で、かめはめ波を放とうとする悟飯に向けて放ったブロリーの技（劇場版『ドラゴンボールZ 燃えつきろ!!熱戦・烈戦・超激戦』では使用していない）。辺りが緑のエフェクトに包まれ、ブロリーの手のひら（劇場版では左手）に凝縮し放つ。最初は小さいが地面や気弾にぶつかると大きく膨張する。「スローイングブラスター」や「オメガブラスター」と呼ばれることもある。
ブラスターメテオ
ブロリーが劇場版でも使用した技で、体中に気をまとい、その気から四方八方に無差別に気弾をばら撒く広範囲攻撃。『舞空烈戦』ではブロリーの超必殺技になっていて、場所を問わず使える技で相手がどこにいても当たり、発動時間の長く気弾すべてが誘導弾になっている。劇場版では自分の気を抑え切れないがために使用した。
プラネットゲイザー
自身が造り出した全エネルギーを発射する。Dr.ウィローとブロリーが同名の技を使用する。
Dr.ウィローのものは悟空の元気玉により、着弾前にかき消された。
ブロリーは奴隷として連れてこられたシャモ星人のいる作業場に撃ち込んでいる。地面に向けて放たれた後地面から噴出しながら巨大な気の柱が立ち上る技。
リベンジャーカノン
ハッチヒャックの技。両手を胸の前でクロスさせながら体の水晶部分を光らせ、放つ。OVA『サイヤ人絶滅計画』ではピッコロとベジータが受け、ノックダウンした。撃つまでに15秒（悟空の頭の中での測定）かかる。
スパークレーザー
ザンギャの技。ゲーム『超武闘伝2』で使用。額に気を溜めギザギザ状のエネルギー波を発射する。
シュートブラスター
ザンギャの技。こちらもゲーム『超武闘伝2』から。気功弾をクラッシャーボールと同じ構えで撃ち出す。
グランドスマッシャー
ボージャックの技。握り締めた拳をもう片方の手で支え光弾を撃ち出す。ゲーム『超武闘伝2』の技。
ギャラクティックバスター
ボージャックの技。手の平から強烈なエネルギー波を撃ち出す（その際もう片方の手でエネルギーを放つ手を支えている）。劇場版で悟飯と撃ち合った技。グランドスマッシャーより攻撃力がある。
針山地獄
劇場版『ドラゴンボールZ 復活のフュージョン!!悟空とベジータ』で、ジャネンバが悟空とベジータに対して使った技。人差し指で自分の正面に光の軌跡を生み出し、直後に軌跡は割れガラスの雨のように前方に向かって降り注ぐ。また、手を大きく仰いでも同じように軌跡は生み出される。別名は「ライトニングシャワーレイン」。
乙女バースト（おとめバースト）
パンの技。技名はゲームより。『ドラゴンボールGT』の惑星M2で大量のマシン兵を吹き飛ばした技。全身から気を放出させて敵を吹き上げ、その後ポーズを取る。別名は「乙女の怒り!」。
ライトニングアロー
ウーブの技。上空に白い気弾を連続に放って雨のように降り注ぐ技。
ヘルズストーム
超17号の技。16号のように腕を外し、ガトリングガンのように気弾を連射する。
フラッシュボンバー
超17号の技。十本の指先からエネルギー弾を連射する。
電撃地獄玉
超17号の技。両手でスパークを纏う黒い球状のエネルギーを集めて、相手に当てる技。「元気玉」同様、作っている間は隙だらけ。
マイナスエネルギーパワーボール
超一星龍の技。両手で負の力（ドラゴンボールによって自然でないことをすると代わりに生じる力）を集め、それを相手にぶつける。
スピリッツソード
ベジットの技。悟飯吸収の魔人ブウや合体ザマスに使用している。片手から剣の形をしたエネルギーを出し、それで相手を切りつける。別名「気の剣」「フラッシュソードアタック」「ビームソードスラッシュ」「ベジットソード」。
ソウルパニッシャー
ゴジータの技。劇場版『復活のフュージョン!!悟空とベジータ』で、ジャネンバにとどめをさした技。また、劇場版『ブロリー』でもブロリーに使用している。片手に無数の細かな光を球状に集め、相手に放つ。別名は「スターダストブレイカー」「ゴジータ元気玉」。
ファイナルかめはめ波
悟空の技「かめはめ波」とベジータの技「ファイナルフラッシュ」を組み合わせたベジットとゴジータの技。どちらも超サイヤ人で使用。ベジットは超サイヤ人ブルーでも使用。黄色いスパークを纏ったあと、かめはめ波と同様のポーズで気を集め、一直線に放つ。元々はゲーム専用技だったが、アニメでは『超』で合体ザマスに使用している。
ビッグバンかめはめ波
悟空の技「かめはめ波」とベジータの技「ビッグ・バン・アタック」を組み合わせたゴジータの技。超サイヤ人4で使用。ゲームでは超サイヤ人や超サイヤ人ブルーでも使用。両手で一点に気を集め、一直線に放出。かめはめ波より太く、威力は超かめはめ波よりも遥かに大きい。アニメでは『GT』で超一星龍に使用している。
100倍ビッグバンかめはめ波
「ビッグバンかめはめ波」の威力を文字通り100倍にしたゴジータの技。ゲーム専用技であり、超サイヤ人4のみ使用可能。
クイックウルトラボール
ゴジータの技でゲーム『ドラゴンボールZ Ultimate Battle 22』から。全身から気弾を発射する。
ウルトラスーパードーナッツ
ゴジータの技でゲーム『ドラゴンボールZ Ultimate Battle 22』から。リング状の気光弾を連続発射する。
スーパー破壊エネルギー波 ワハハの波
全身の気を口元に集め放出する技。ジャンプスーパーアニメツアー08『オッス!帰ってきた孫悟空と仲間たち!!』でアボとカドが合体したアカが使用している。緑色で球状をしている。
超ワハハの波
両手で集めた気を口元に持っていき放出する技。ジャンプスーパーアニメツアー08『オッス!帰ってきた孫悟空と仲間たち!!』でアカが使用している。緑色で球状だが、放出した瞬間に赤いエネルギー弾が沢山放たれる。
エレガントブラスター
ザーボンの技。片手を前に突き出し、もう片方の手で突き出したほう手を支え、強力なエネルギー波を放つ。変身前のザーボンがベジータに対して使用するも弾き飛ばされた。名前はゲームより。
ジャスティスフラッシュ
トッポの技。指から小型のエネルギー弾を大量に放つ。

## 体型・その他特殊系
爆発波（ばくはつは）
自分の気の一部を文字通り爆発させる技。多くの戦士が使用できるが自分の気を犠牲にするため、むやみに使えない技である。
超爆発波（ちょうばくはつは）
「爆発波」をパワーアップさせた技。悟空、ブロリー、ゴジータなど、多くの戦士が使用可能。威力と範囲が広がった。
ブレイジングシュート
パイクーハンの技（名称はゲームから）。全身に炎をまとって敵を蹴り上げる。この技で地獄で暴れていたセルを吹き飛ばした。
変化（へんげ）
ウーロンとプーアルが使用する術。形大きさ問わずあらゆる物に変身することができるが、変身した物の硬さまでは再現できない。ウーロンは5分間しか変身できず、5分が過ぎると変身が解けて1分間休憩する必要がある。
エネルギー吸収
相手の気を吸い取り、自分のパワーに変換する。人造人間19号、20号は手の平に組み込まれたレンズ状のエネルギー吸収装置から吸収し、気功系の技も吸収する。
超17号も使用し、特定の体勢を取ることで気功系の技も吸収するが、吸収している間は隙だらけになる。
エネルギー波（人造人間）
気を手の平に組み込まれたエネルギー吸収装置から逆噴射する技。気を多量に放出するため戦闘力が下がる。人造人間20号が逃亡する際に使用した。
バリヤー
気で障壁を作り、敵の攻撃を防ぐ技。気功系の技や、ミサイルなどの物理的攻撃を防ぐことができる。また、ブロリーのバリヤーはマグマの海に沈められてもガードできる。球体で体を覆うものと体にまとうタイプに分けられる。人造人間17号、セル、魔人ブウ（悟飯吸収）、ベジット、ブロリー、ボージャックが使用した。バビディの「バリヤー」は魔術であり、根本的に原理が異なるらしい。
舞空術（ぶくうじゅつ）
全身の気をコントロールしながら放出することによって、空中を飛行する技。もとは鶴仙流独自の技で鶴仙人が創始者とされるが、多くの戦士がこれを体得。ナメック星人など生まれながらにして飛べる種族も多い。サイヤ人編以降に登場した多くの宇宙人も同じ原理で飛んでいる。人造人間の16、19、20号は体に埋め込まれた反重力装置によって、気の力に関係なく空を飛んでいる。素養さえあれば比較的習得は容易らしく、作中では一般人に近いビーデルでも10日間の修行でほぼマスターしている。ただし他の気功系の技と異なり、戦闘力の高い者が必ずしも自然に使えるとは限らず、体得するための個別の修行が必要である。例えば孫悟天は、超サイヤ人になれるにもかかわらず当初は使用できなかった。他にヤジロベーはビーデルよりも上位の戦闘レベルを持ちながらも、人造人間編で飛べないと発言していた。
太陽拳（たいようけん）
全身の気を発し発光する新鶴仙流の目くらまし技。攻撃力はなく、技自体はそれほど難しくはなく、最初に使用した天津飯以外にも悟空やクリリンなども使用する。サングラスを使用している者には効果がない。視界を封じる技のため、戦闘力の差の影響を受けることなく使うことができる。実用性が高く、作中では主に撤退の際に多用されている。失敗例としては天津飯戦にて悟空が亀仙人のサングラスで防いだ時のみ。実際目をくらまされても、気を探れる者なら気配で相手の位置はある程度判るが、眩しさのあまり瞬間的には視神経の方に意識がいくので、その間は普段より気配に対する感覚や集中力が低下する（ピッコロやクリリンたちはこれで2度セルを逃している）。使用する際の手の形は最初に天津飯がした形でなくとも問題ない。
四妖拳（しようけん）
天津飯が使用。肩甲骨の部分から2本の腕を生やし、計4本の腕で戦う。
四身の拳（ししんのけん）
自分の体を4つに分身させる天津飯の技。残像拳とは違い全部本物であり個別に戦える。また天津飯は三つ目のため、計12個の目で超スピードの相手も捕らえることが可能。それぞれの力、スピードが元の4分の1になる弱点がある。アニメではセルも使用している。
四身の拳・気功砲（ししんのけん・きこうほう）
ゲームオリジナル技。四身の拳で4人に分身した状態から1人の敵に向けて一斉に気功砲を放つ大技。カードRPG系では天津飯の最強技に位置されている。
魔封波（まふうば）
気を奔流状に操作して展開することで相手の体の自由を奪い、封印のお札が貼られたか呪文が書かれた蓋付きの容器（電子ジャーや瓶や壺。対象者の体より小さくても可能）の中に封印する特殊な技。対魔族戦に効果的。封印されても、蓋を開けるか容器が壊れれば解放される。封印された者が中から蓋を開けたり容器を壊したりはできない模様。技が成功しても、容器が割れていたり封印のお札か呪文が施されていないと封印できない。
亀仙人と鶴仙人の師・武泰斗が開発するも、身体への負担は大きく、使用者の命を奪うこともある危険な技であり、武泰斗や亀仙人が命を落とした。天津飯は練習としてだが何度も使用。シェン（神）も躊躇うことなく使っている。この2人に関しては、実戦で使用（ただし結果的に失敗）した天津飯は体力を著しく消耗したものの死には至らず、シェン（神）に至ってはそういった描写は見られなかった。『超』ではピッコロが見本で披露し、悟空が練習として何度も使用し、未来トランクスが実戦で使用するが、いずれも命を落としたり体力を著しく消耗した描写もない。
『超』の“未来”トランクス編では不死身となった界王神ザマスを封印するために悟空が亀仙人から習得したが、決戦時には悟空ではなく、ブルマが撮っていたピッコロが見本で見せた動画を元に未来トランクスが土壇場の見様見真似で使用した。技は成功するも、肝心の封印のお札を悟空が忘れてきたため封印できなかった。
『超』の宇宙サバイバル編では亀仙人が3回使用。1回目は第4宇宙のダーコリを瓶に封印、場外に投げ出した。2回目は第6宇宙のフロストに放ったが失敗、3回目は同じく第6宇宙のマゲッタに放ったがフロストに魔封波がえしで逆用された。この時、亀仙人は脱落直後に仙豆を食べないと命が危なかったほど消耗したが生き延びている。
魔封波がえし（まふうばがえし）
神が使用した魔封波に対してマジュニア（ピッコロ）が使用した技。その名の通り相手が放った魔封波を、より強力な奔流を展開することで跳ね返す技で、神を逆に封印することに成功した。
『超』の宇宙サバイバル編では、亀仙人がマゲッタに放った魔封波に対してフロストが使い、ベジータを1度は封印した。
界王拳（かいおうけん）
悟空がベジータ戦に先立って界王から教わった技。考案者は北の界王だが、北の界王自身も元気玉同様に夢に描きながらついに体得するには至らなかった。界王拳を使うことができるのは作中では悟空のみ。体中の全ての気をコントロールし瞬間的に増幅させ、力、スピード、破壊力、防御力、全てが何倍にもなる。しかし戦闘力の増強と引き換えに体力をごっそりと持っていくので体に適切な量でなければ負担が大きすぎるため、体が付いていけず身を壊すことになる。
実戦ではナッパとの戦いで初使用。当時の悟空は2倍界王拳までしか耐えられず、界王から「3倍以上は使ってはいけない」と釘を刺されたが、ベジータに2倍界王拳が通用しなかったことから、3倍界王拳を使用し、ダメージを与えることに成功。次に4倍界王拳によるかめはめ波でベジータのギャリック砲を押し返して吹き飛ばしたが、4倍界王拳を使えたのはほんの一瞬だけで、ベジータを吹き飛ばした後はまともに動けなくなっており、姿を現したヤジロベーが労うつもりで悟空の体を叩いた際には苦痛に喘いでいた。
最終形態のフリーザ戦での悟空は10倍界王拳に耐えるほどまでに成長していたが、フルパワーの半分も出していない状態のフリーザにすら全く通用しなかった。限界を超える20倍界王拳のかめはめ波もフリーザに「今のは危なかった」「今のは痛かった」と言わしめるだけのパワーを発揮するが、それでもほとんど通用せずに悟空は大半の力を使い切り「クソッタレめ」と毒づき、ピッコロにはフリーザに挑んだことを後悔させた。原作ではこれ以降、界王拳は使用していない。
ただしアニメオリジナルのあの世一武道会編では、パイクーハンとの戦いで超サイヤ人の状態で界王拳を発動させる「スーパー界王拳」を一瞬だけ使用している。
『ドラゴンボール超』では第6・第7宇宙破壊神選抜格闘試合にて、ヒットとの戦闘中に使用。超サイヤ人ブルーの状態に10倍界王拳を上乗せし更なる戦闘力の飛躍を実現した。悟空によると、ただでさえ身体に無理を強いる超サイヤ人の状態にさらに負荷がかかる界王拳を上乗せして発動すると、気が暴走して死亡するおそれがあったためこれまで封印していたとのこと。だが、強さと穏やかな心を併せ持ち、気のコントロールを極めた超サイヤ人ブルーの状態なら可能かも知れないと以前から試してはいたが、ヒットとの試合中に初めて成功させた。ただし超サイヤ人ブルーでも、その状態を長時間維持することは不可能。この無理の影響で、ヒットとの対戦が終わって界王拳を解除した直後には筋肉が膨張収縮を繰り返し、試合の後日も気のコントロールがままならない状態になる「遅発性乱気症（ちはつせいらんきしょう）」をしばらくの間発症していた。なお、漫画版においてウイスが界王拳についての構造を「パワーの前借り」と説明している。
ゲームでは原作同様、一定時間しか使えず、使用している間は体力や気力が徐々に減り続ける、界王拳を解いた後はステータスが低下する、などのリスクを付ける場合が多い。『ドラゴンボールZ 舞空闘劇』では、シナリオによっては悟空との修行でクリリンも使用可能になる。『ドラゴンボール ゼノバース』でもクリリンが使用可能になっている他、あの世にいた際に界王の下で修行していたヤムチャも使用可能になっている。
時とばし
ヒットが使用。自分以外の時間を0.1秒だけ止め、相手には不可視の道の攻撃と感じさせる。破壊神選抜格闘試合ではベジータ相手に完封勝利したが、悟空との対戦で成長し、0.5秒に伸ばした。“未来”トランクス編での悟空との再戦では、飛ばされた時間を蓄積し、蓄積された時間からパラレルワールドを作ることで移動する技を見せた。
漫画版では相手との実力差があるほど効果が薄れるため、超サイヤ人ゴッドの悟空には無効化された。
時ずらし
漫画版でヒットが使用。時とばしを改良した技で、術をかけた対象者の時間を切り離すことで、ヒットが早く動いているように見せることができる。
身勝手の極意（みがってのごくい）
『超』で登場。意識と肉体を切り離し、無意識に体を任せることであらゆる攻撃を回避する技。五感の反射や脳から神経を通って体に伝わるまでには時間がかかるため、頭で考え動いているうちは速さに限界があるが、この極意を得た者は状況に応じて身体中のあらゆる部分が自動的に判断して的確な行動を取る能力を発揮するため、この領域外にいる人物には動きを見切るどころか動いたという実感すら持てない。極めればあらゆる危機も回避することが可能となり、悟空が発動し始めた初期は攻撃は弾かれる度により強く、鋭い攻撃へと進化していった。また、単なる技術体系という枠に留まらず、超サイヤ人ブルー+20倍界王拳を持ってしても手も足も出なかったジレン相手でも互角に戦えるぐらいに気が高まる効果がある。神々ですら容易に到達できない領域とされ、宇宙サバイバル編の力の大会で悟空が発動した際には各宇宙の破壊神、界王神、天使たちが騒然となった。完全に会得するのは極めて困難であり、会得の段階には個人差が見られる。ビルスすらまだ完璧ではなく、自らは会得していると悟空らに公言したウイスも道端にあるウンチを踏んでしまい、「靴は勝手に判断してくれませんから」と動揺していた。その力と引き換えに体に掛かる負担は尋常ではなく、長時間維持することさえ至難である。極めた状態の悟空でも闘いの終盤には、潜在能力を全て解放したジレンの攻撃を食らう場面もみられた。なお、完全に極めていない状態は、各種関連書籍や関連ゲームなどでは「身勝手の極意“兆（きざし）”」と呼称されている。
悟空が発動したときには、兆の状態では眼の虹彩は銀色になって白いオーラも発生し、完全に極めた状態のときには髪と眉も銀色に輝いた。兆状態の悟空は防御面は極めていたものの、攻撃に移る瞬間どう攻撃すれば効果的か考えて攻撃を意識してしまい、意識と肉体を切り離して無意識に任せることができずにいた。これは技を鈍らせ本来あるべき威力の発揮を妨げる枷となっていたため、攻撃面が未完成で真の力を発揮できないため、ジレンとの戦闘で脱落寸前まで追い込まれる。ただひたすら戦いそのものに全身全霊をぶつけ続けて己を熱く激しく燃え上がらせ、迷い、焦り、恐れも、その炎の中で無へと帰り、感じられるのは己と相手、戦いとなって、意識の乱れではなく純粋な衝動で加速する気の高まりで、やがてそんな認識すら霞んで消えゆくほどに熱く、速く、本能よりも深い領域へ突き進み、攻めようとする瞬間、頭を駆け巡る様々な思考、判断を克服して攻撃面も極め、ついに身勝手の極意を完成させることに成功する。完全に極めた状態の悟空はジレンを圧倒し敗北寸前まで追い詰めるが、肉体への負荷は神の領域により深く踏み込むほど大きくなるため、その場に昏倒ししばらくの間戦闘不能になるほどのダメージを負った。なお、悟空はこの状態について、闘いで追い込まれ偶然発揮できただけと語っており、力の大会終了後も自由に発動することはできていない。
漫画版では「パオズ山の清流のような穏やかな心」を会得することで「身勝手の極意」を完成させることに成功したが、第7宇宙の天使であるウイスいわく「使いこなすにはまだまだ修行不足」とのことで、会得した人物同士の戦闘があった場合、互いに極めた領域においてさらに実力差が生じる。そのため悟空が会得した身勝手の極意も、まだ入口に立った段階であるとのこと。「銀河パトロール編」で登場したモロはメルスの身勝手の極意をコピーして悟空へ対抗しようとしたが、モロ自身の肉体と練度がメルスの極意の領域に足りておらず、身勝手の極意を心身揃った状態で発揮した悟空には全く及ばず、自らの肉体負荷に耐えきれずにいた。極意は研ぎ澄まされていくと肉体強度も自然と上がるため、仮に不意打ちを喰らったとしても通用しなくなる。
我儘の極意（わがままのごくい）
漫画版『超』の生残者グラノラ編にて、ベジータがビルスとの修行で破壊神の力を身につけた形態。正式な呼称は存在しないが、悟空の身勝手の極意に対抗してベジータ自身が「本能（我）に突き動かされるまま（儘）暴れ回る」として｢我儘の極意」と作中で名付けた。身体的特徴は後ろ髪が少し伸びて、超サイヤ人3同様、眼窩上隆起の発現に伴い眉毛が縮退し、さらに瞳に瞳孔が黒く現れ、体の周りにはスパークが飛び交う。左耳にはビルスたち破壊神と似た耳飾りをしており、これは破壊の技を使う者の証である。
ボディチェンジ
ギニューの技。「チェンジ！」と発音することで相手と自分の身体を交換する技。しかし、いくら強い相手と身体を交換しても、交換したばかりの身体、特に相手が気をコントロールできる戦士だと十分に扱うことはできない。悟空曰く「精神と肉体を一致させないと力を引き出せない」とのこと。また、身体が入れ替わる前に第三者が割り込むなどで妨害が可能。『ドラゴンボール超』では交換対象がギニューの代わりに「チェンジ」と言っても発動可能で、ギニューが書いた「チェンジ」という文字をタゴマがうっかり読み、ギニューと体を入れ替わった。
タイムストップ
グルドの技。グルドが息を止めている間だけというわずかの間ではあるが時間を止めることができ、その間に攻撃したり身を隠したりすることができる。エネルギーの消耗が激しいらしく、一度の使用で顔中に汗をかき、計3回使っただけでそれ以上は使用できなくなった。ただしその状態でも金縛りの術は使える。時間を止めたまま攻撃することも一応可能なようだが、あまりにもエネルギーの消耗が大きすぎるとのことで実際には行われていない。
アニメ版では停止中に攻撃しようとしたが、途中で息を吐きだしてしまって解けてしまい、不発に終わった。
金縛りの術
ブルー将軍、餃子、グルド、東の界王神が使用する技で、敵を金縛りにあわせ行動を封じることができる。グルドの場合はリクームによると滅多に使用しない技で、この技で一瞬にして孫悟飯とクリリンの両方を金縛りにして窮地に追い込んだ。他に劇場版では銀河戦士のザンギャ、ビドー、プージンも同じ効果の技が使える。ブルーの金縛りは相手を睨み付け眼光をあびせ、グルドは特定のポーズをとり、界王神は両手を前にだし、銀河戦士は特殊な結界を作り出し相手のパワーを封じ動きを止める。なお動きを止められている時には、光の糸のようなものが絡まっている。また彼らの場合、もがくとパワーを著しく消耗させる効果がある。餃子の場合ゲームでは｢超能力｣表記が多い。
超能力第2弾
ブルー将軍の技。ブルーの使うもうひとつの超能力で、縄などを遠隔操作する能力。ブルーは亀仙人ですら解けないほど硬く、力が入りにくいようにして縄を縛った。
瞬間移動（しゅんかんいどう）
孫悟空がヤードラット星人に教わった技で、いわゆるテレポーテーションである。感じ取った気の持ち主のいる場所に移動する（気を探るときは、主に手の指を額に当てている）。そのため、移動できる場所は知っている気を感じるところのみ。どんな遠隔地であろうと瞬時に移動でき、敵の攻撃を避ける時にも使用できる。これを応用した瞬間移動かめはめ波はセルをも騙した。復活した完全体セルも悟空との戦いの中で修得した。
移動させられるのは術者一人に限らず、術者が触れているものならどんなものも一緒に移動させることができる。ジャンプスーパーアニメツアー08『オッス!帰ってきた孫悟空と仲間たち!!』で悟空は誰もいない自分の家に瞬間移動している。また、『超』で登場したヤードラット星人のジーミズも、フリーザから距離をとるために誰もいない空中へ瞬間移動している。
また、キビト（東の界王神とのポタラ合体後も含む）も「カイカイ」というかけ声と共に、瞬間移動することが可能である（体力を使い過ぎると、自然に体力が回復するまで使用不可能）。移動できるのは界王神界と下界の星々との間。遠隔地の場合、悟空の用いるタイプの瞬間移動よりもはるかに速い速度で瞬間移動できる。またこれを見切った魔人ブウも使用している。
メタルクウラやジャネンバも瞬間移動を使える。ただ、メタルクウラは瞬間移動中の次元で同じく瞬間移動した悟空と肉弾戦を演じている。ジャネンバの場合、体が一瞬バラバラになり、移動先で再構築する、という一風変わったもので、ベジータにその特性を一目で見抜かれ、気弾で「吹き飛ばす」ことで移動先を暴かれた。
パッパラパー
バビディが使用する術。正確には詠唱呪文。瞬間移動の一種で、バビディが見ている人物・宇宙船の入り口など一帯を他の場所へ瞬間移動させることができる。
パワーボール
限られたサイヤ人のみが造りだすことができる気の球。これを星の酸素と混ぜ合わせることで人工的に満月を造りだす技。手に浮かんだパワーボールを空中へ投げ、「弾けて混ざれ!」という掛け声と同時に空中に投げたパワーボールに向けた手を握ることで技が完成する。人工満月には1700万ゼノを超えるブルーツ波が含まれており、これにより月が無くても大猿への変身が可能になる。なお、この人工満月は90分ほどで消滅する。人工満月はブルーツ波を発するだけであり、対象を選んでいるわけではないので、使用者以外のサイヤ人も変身可能な状態であればこの人工満月を見て変身することが可能。ただし、使用者の気を著しく消耗するため、使用者自身は通常の満月での変身より劣る。地球来襲時のベジータが使用した他、映画で登場したターレスや、ゲームではベジータ王も使用している。
フュージョン
悟空があの世でメタモル星人に教わった技。気や体形などが近い二人が、同じ動きを対称に行い、最後に指先を合わせることにより融合する術。その時の動きはベジータが非常に嫌がるほど格好悪い。成功すれば戦闘力は融合前の何倍にも跳ね上がるが、タイミングが合わない、ポージングを間違えるなどで失敗すると弱体化した状態で融合する。融合していられる時間は30分間だけで、その後に再び融合することも可能である。ただ、エネルギーを多く消耗すればそれだけ変身時間も短くなり、超サイヤ人4となったゴジータの場合は10分間、超サイヤ人3となったゴテンクスの場合は5分間しか融合していられず、しかも融合が解けた後に1時間経たなければ再び融合することはできない。
グルグルガム
口からゼリー状のガムを吐き出して縛り付け、相手を動けなくする技。ギランが悟空とタンバリンに使用したが、いずれも破られた。アニメではほかのギラン族もグルグルガムが使えるようで、ナムの村の近くの川の上流の滝をせき止めていた。
ダーブラの唾
ダーブラが使用する術。口から出した唾を相手にかけ、相手を石にする。ダーブラ本人が死ぬと術が解ける。
アクマイト光線
アックマンの技。相手にわずかでも悪の心がある場合、その心を無限大に増幅させ、体を爆発させる。占いババが慌てて制止しようとしたほどの凶悪な技だったが、悪い心を持たない悟空には効かなかった。
ゲーム『ドラゴンボールZ Sparking!METEOR』では対象者の邪悪さによって威力が変わり、必ずしも一撃必殺にはならない。
よいこ眠眠拳
ジャッキー・チュンの使用した相手を眠らせる技。手の動きと歌声による催眠術である。
隠れ身の術
ムラサキ曹長が煙球を放った後に使用した技。背景と同じ模様の布を用いて隠れるはずが、両面リバーシブルになっている布の表裏を間違えてアメリカの国旗で隠れたため、すぐさま悟空に見つかる。
ハイレベルな隠れ技
ムラサキ曹長が使用した技。相手に目をつぶってもらい、30まで数えさせている間に作り物の岩に隠れる。しかし、悟空が18までしか数えられず振り向かれてすぐに見つかる。
水遁の術
ムラサキ曹長が使用した技。相手に目をつぶってもらい、30まで数えさせている間に池の中に隠れる。しかし、水の中での呼吸の際に呼吸用の筒から音が出たことですぐに見つかり、熱湯を流し込まれた。
忍法タタミ返し
ムラサキ曹長が使用した技。手裏剣を持った相手からの防御手段で、畳敷きの部屋にて手裏剣を投げられると畳を剥がして盾代わりに防御する。しかし、4畳半間にて手裏剣1枚に畳1枚で受けたため、5回使ったところで悟空の投げた6枚目の手裏剣が額に刺さり、「6畳間にすれば〜」と嘆く。
アメンボの術
ムラサキ曹長が煙球を放った後に使用した技。悟空から逃げるべく、ピラニアを放している人工の川の上を水蜘蛛を履いて渡った。
分身の術
ムラサキ曹長が使用したとっておきの忍法。残像拳と違い全部本物の人間であり悟空は驚いていた。実はムラサキ本人が5つ子でそれぞれ違う武器を持ち悟空を襲うというインチキ忍法であり、ムラサキは残像拳を「ホントの分身の術」と言っている。
サタンミラクルスペシャルウルトラスーパーメガトンパンチ
ミスター・サタンの技。天下一武道会で18号に負けてもらったときに使用。実際はただのパンチで、18号には通用するどころか微動だにしなかったが、直後に18号が自分から吹っ飛んで負けた。そのためパンチが当たってから18号が吹っ飛ぶまでに"間"があったが、本人はこれを「攻撃から一間隔おいたあとに爆発的な威力を発揮する技」と言い訳していた。
なお、もう一度技名を尋ねられた時は正確に答えることができず、サタンミラクルビーチフルスーパーバリバリパンチに言い換えられる。
ダイナマイトローリングサンダーパンチ
ゴテンクスの技。ジャンプスーパーアニメツアー08『オッス!帰ってきた孫悟空と仲間たち!!』でアボとカドが合体したアカに対して使用。とどめとして使ったが倒せなかった。
ダイナマイトキック
サタンとゴテンクスの技。相手に強烈な飛び蹴りを食らわす技。サタンがセルに使ったダイナマイトキックもゴテンクスがブウに使ったダイナマイトキックも両者とも全く通用しなかった。